# Timothy Ferriss
Timothy Ferriss (ur. 20 lipca 1977 w East Hampton (Nowy Jork)  – amerykański przedsiębiorca, autor poradników inwestor, anioł biznesu i doradca. Zyskał popularność dzięki bestsellerowym poradnikom 4-godzinny tydzień pracy. Nie bądź płatnym niewolnikiem od 9.00 do 17.00 (2007) i 4-godzinne ciało. Niezwykły poradnik jak szybko zrzucić wagę, stać się niedoścignionym kochankiem i superczłowiekiem (2010). W 2012 r. ukazała się jego kolejna książka zatytułowana 4-godzinny mistrz kuchni. Podręcznik po świecie szybkiego uczenia się, dzięki któremu każdy może sam nakreślić schemat własnej przygody, która już w pierwszym tygodniu sprzedaży trafiła na listę najlepiej sprzedających się książek Wall Street Journal.
Ferriss prowadzi swój własny podcast – The Tim Ferriss Show – gdzie przeprowadza wywiady z wybitnymi osobowościami świata rozrywki, biznesu i nauki. Owe wywiady stały się podstawą wydanej w 2016 książki Narzędzia tytanów. Taktyki, zwyczaje i nawyki milionerów, ikon popkultury i ludzi wybitnych.

## Książki

### Wydania oryginalne
1. 2007: The 4-Hour Workweek: Escape 9-5, Live Anywhere, and Join the New Rich. Crown Publishing Group
2. 2009: The 4-Hour Workweek: Escape 9-5, Live Anywhere, and Join the New Rich (Expanded and Updated). Crown Publishing Group
3. 2010: The 4-Hour Body: An Uncommon Guide to Rapid Fat-Loss, Incredible Sex, and Becoming Superhuman. Crown Publishing Group
4. 2012: The 4-Hour Chef: The Simple Path to Cooking Like a Pro, Learning Anything, and Living the Good Life. Amazon Publishing
5. 2016: Tools of Titans: The Tactics, Routines, and Habits of Billionaires, Icons, and World-Class Performers. Houghton Mifflin Harcourt
6. 2017: Tribe of Mentors: Short Life Advice from the Best in the World. New York: Houghton Mifflin Harcourt.

### Wydania polskie
1. 2011: 4-godzinny tydzień pracy. Nie bądź płatnym niewolnikiem od 8.00 do 17.00. MT Biznes.
2. 2011: 4-godzinne ciało. Niezwykły poradnik jak szybko zrzucić wagę, stać się niedoścignionym kochankiem i superczłowiekiem. Wydawnictwo Laurum.
3. 2012: 4-godzinny mistrz kuchni. Podręcznik po świecie szybkiego uczenia się, dzięki któremu każdy może sam nakreślić schemat własnej przygody.
4. 2017: Narzędzia tytanów. Taktyki, zwyczaje i nawyki milionerów, ikon popkultury i ludzi wybitnych